# Leucania percisa
Leucania percisa är en fjärilsart som beskrevs av Moore 1888. Leucania percisa ingår i släktet Leucania och familjen nattflyn. Inga underarter finns listade i Catalogue of Life.